# Issicka Ouattara
Issicka Ouattara, detto Sissi (Bobo-Dioulasso, 3 agosto 1954 – 1º aprile 1990), è stato un calciatore burkinabè, di ruolo attaccante.

## Carriera

### Calciatore
La carriera di Ouattara si svolse principalmente nella seconda divisione francese, di cui vinse il titolo di capocannoniere nella stagione 1982-83, indossando la maglia del Mulhouse. Con la squadra alsaziana disputò anche la terza delle quattro stagioni in massima serie, dopo alcune fugaci apparizioni all'esordio con l'Angers e, in seguito, l'inclusione nell'undici titolare dello Strasburgo nella stagione 1983-84.
Al termine della carriera, avvenuto nel 1987 in seguito alla diagnosi di una malattia cardiaca, Ouattara ha totalizzato 55 presenze e 9 reti in prima divisione.

## Palmarès

### Giocatore

#### Club
- Campionato francese di seconda divisione: 1

Angers: 1975-76

#### Individuale
- Capocannoniere della Division 2: 1

1981-82, Girone B (25 gol)